# Lista celor mai mari palate din lume

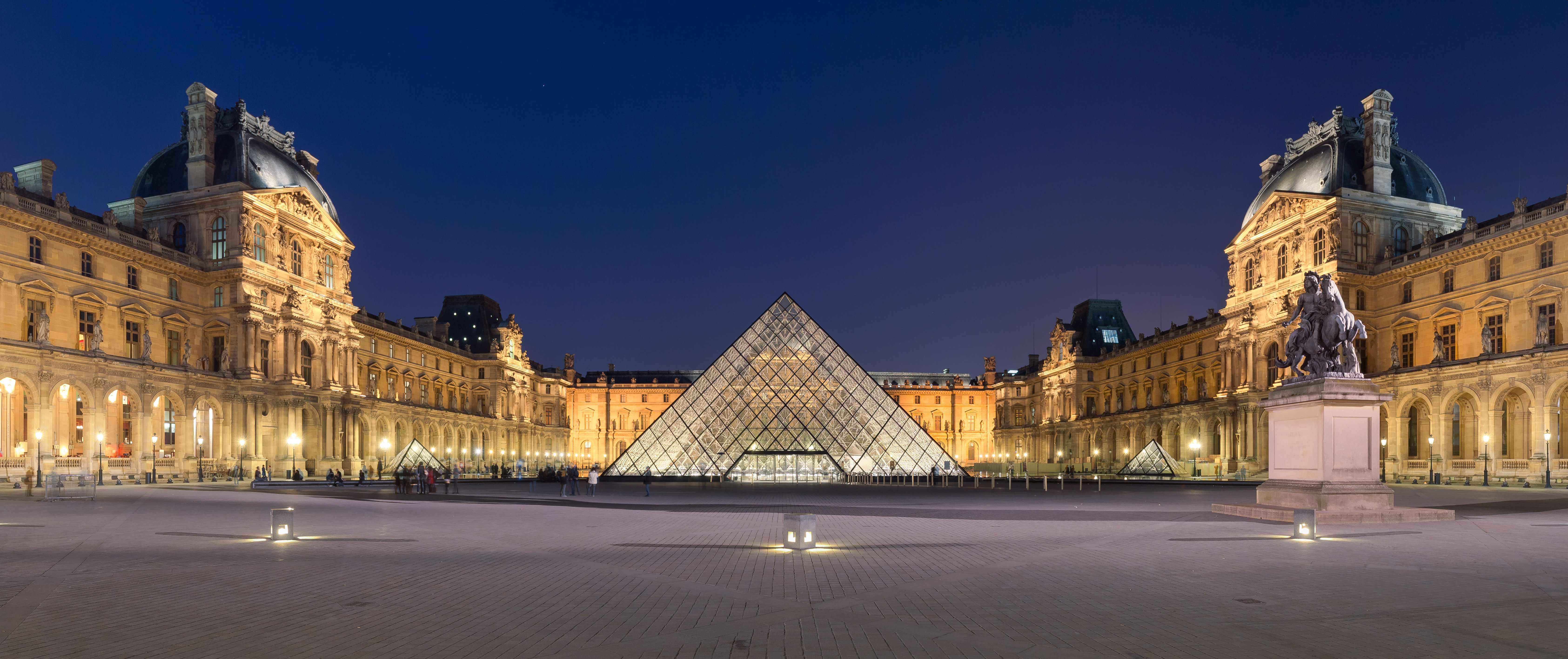
Palatul Luvru din Franța, cel mai mare palat din lume (suprafață utilă)

Lista celor mai mari palate din lume clasifică clădirile care servesc sau au servit ca reședințe regale, în funcție de suprafața utilă totală, respectiv totalitatea suprafețelor interioare, disponibilă pe toate nivelurile (etajele) clădirii.
Întrucât nu există o regulă unanim recunoscută, există mai multe posibilități de clasificare a palatelor în funcție de mărime, spre exemplu în funcție de suprafața de teren ocupată (amprentă la sol), de volum sau de numărul de camere.
Cel mai mare palat din lume după suprafața totală de teren dintre zidurile fortificate ale palatului este complexul Orașul Interzis din Beijing, care acoperă o suprafață de 728.000 m2. Cele 980 de clădiri din Orașul Interzis însumează o suprafață de 150.000 m2 și conțin în total 9.999 de camere, întrucât vechii chinezi credeau că Împăratul de Jad avea 10.000 de camere în palatul său, așa că au construit cu una mai puțin decât în palatul divin, din respect.
Cel mai mare palat rezidențial funcțional din lume este Palatul Nurul Iman din Brunei, cu o suprafață utilă de 200.000 m2 și care conține 1.788 de camere. Clădirea are, de asemenea, 257 de băi, o sală de banchet care poate găzdui 5.000 de oaspeți, un garaj care poate găzdui 110 mașini, cinci piscine și un grajd cu aer condiționat care poate găzdui până la 200 de ponei de polo.
Palatul Potala din Lhasa, Tibet, situat la o altitudine de 3.756,5 de metri, cu 1.000 de camere pe 13 niveluri și o suprafață de peste 130.000 m2, este unul dintre cele mai mari palate din lume după suprafață. Până în 1959 a fost reședința de iarnă a lui Dalai Lama. Complexul cuprinde o grădină cu patru palate și o mănăstire, precum și alte săli și pavilioane, toate integrate într-o suprafață de 36 de hectare.
Dintre castelele care au avut rol de reședință regală, Castelul Malbork și Castelul din Praga sunt considerate cele mai mari din lume. Ambele castele au suferit modificări de-a lungul secolelor și nu au fost inițial destinate a fi palate, ci cetăți militare, la fel ca majoritatea castelelor existente. Conform Guinness World Records, Castelul Praga este cel mai mare castel antic, iar Castelul Malbork este cel mai mare castel din cărămidă din lume.

## Palate convertite
Numeroase palate sunt foste reședințe regale care au atins dimensiunile lor actuale după ce au încetat să fie folosite ca reședințe regale și au fost convertite în alt scop. Cel mai bun astfel de exemplu este Palatul Luvru. Ca reședință regală, clădirea avea dimensiuni mult mai mici decât actualul Muzeu Luvru. Palatul Luvru a fost abandonat ca reședință regală în 1682, când regele Ludovic al XIV-lea și-a mutat curtea la Palatul Versailles, Palatul Luvru primind rolul de a adăposti colecțiile regale și de a găzdui servicii administrative, trecând de-a lungul secolelor prin mai multe renovări, extinderi și completări, cea mai semnificativă având loc în timpul celui de-al doilea Imperiu Francez, în secolul al XIX-lea. Palatul, devenit Muzeul Luvru, a atins dimensiunea actuală abia în 1988.
Palatul de iarnă din Sankt Petersburg și anexele sale nu au fost extinse după Revoluția rusă, dar Muzeul Ermitaj ocupă și alte clădiri, care sporesc dimensiunea muzeului, dar nu și a palatului. Astfel, suprafața utilă a Palatului de iarnă măsoară 233.345 m2, pe când suprafața utilă a Muzeului Ermitaj, centrat pe Palatul de Iarnă, măsoară 183.820 m2, incluzând clădirile anexe palatului principal, care au fost folosite de Curtea Imperială și fac parte din complexul palatului. 

## Palate nelocuite
Unele palate, deși reședințe regale, sunt nelocuite. Astfel, Palatul Regal din Madrid este încă folosit pentru funcții de stat și deși monarhii spanioli l-au ocupat cândva, actualul rege al Spaniei, Filip al VI-lea, preferând să locuiască într-un palat mult mai mic, Palatul Zarzuela. De asemenea, Palatul Regal din Stockholm, deși este considerat „cel mai mare palat din lume încă folosit pentru scopul său inițial”, nu este ocupat în prezent, monarhii suedezi locuind în Palatul Drottningholm.

## Clădiri monumentale care nu au fost palate regale
Deși numeroase clădiri poartă titlul de „palat”, ele nu au fost destinate să fie folosite ca reședință regală, acestea nefiind incluse în listă. Astfel, Palatul Parlamentului din București, cea mai mare clădire administrativă din lume, cu 1.100 de încăperi de diferite dimensiuni, unele monumentale, măsoară 360.000 m2 de suprafață utilă, mult peste Palatul Luvru, dar nu a fost niciodată reședință regală, ultimul rege al României, Mihai I, fiind forțat să abdice în 1947, iar clădirea, numită inițial Casa Poporului, a fost construită în perioada socialistă.
Palatul Westminster din Marea Britanie a fost construit în Evul Mediu ca reședință regală și a servit drept reședință principală a monarhului până în 1522, când Henric al VIII-lea a mutat curtea în Palatul Whitehall. De atunci, Palatul Westminster a fost folosit de către Camera Lorzilor și Camera Comunelor. Cea mai mare parte a palatului medieval a fost distrusă de un incendiu în 1834, iar construcția actualei clădiri a început în 1840. Palatul actual a fost proiectat special pentru uz parlamentar, deși este proprietatea Coroanei britanice și păstrează statutul de reședință regală. Deși palatul medieval a fost distrus aproape în întregime, cea mai importantă parte care a supraviețuit a fost Westminster Hall, o sală monumentală construită în 1097 în timpul domniei lui William al II-lea.

## Cele mai mari palate dispărute

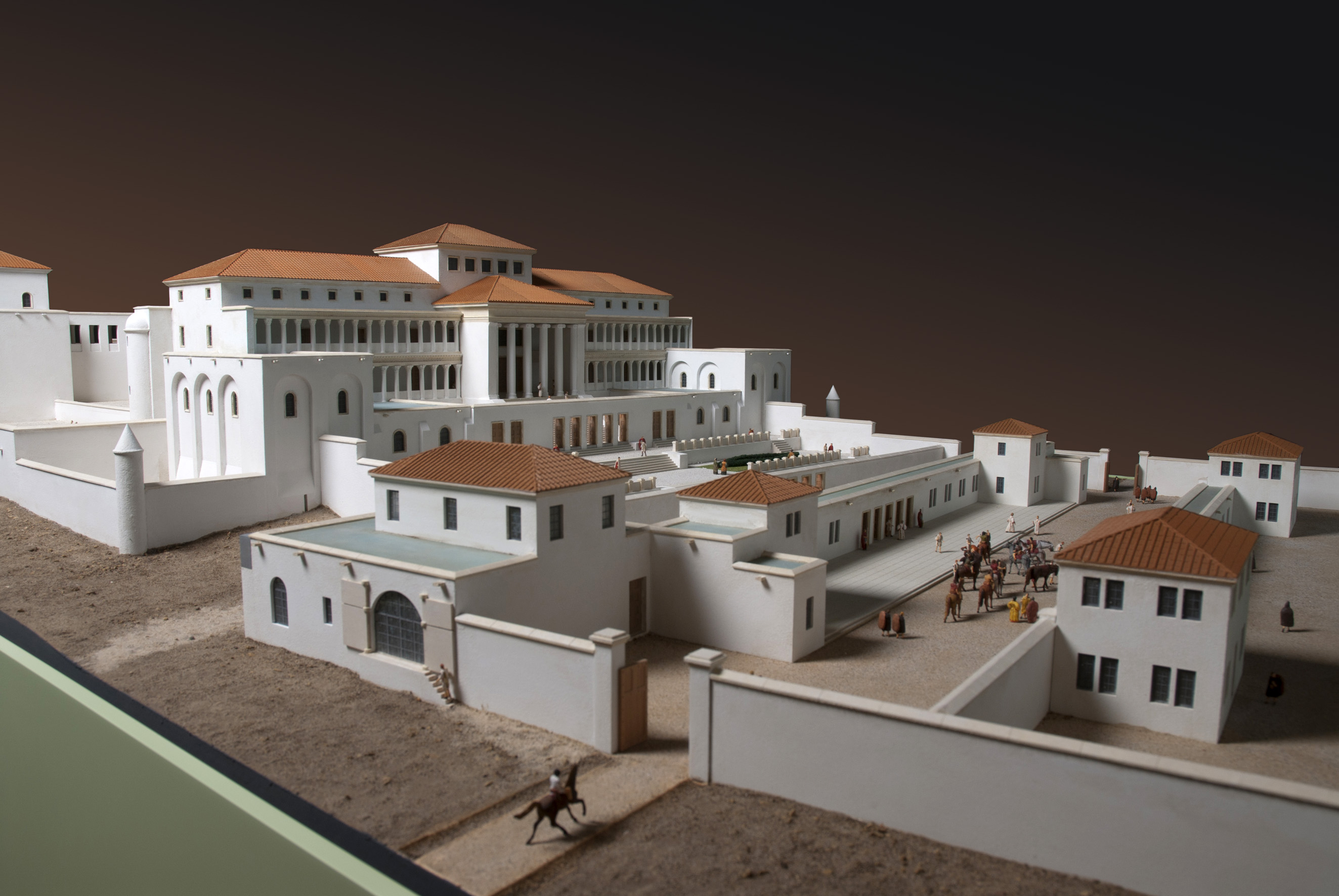
Vilă romană din Neuchâtel, Elveția

În antichitate, numeroase palate erau comparabile cu cele existente. Un exemplu este palatul minoic din Knossos, de pe insula Creta. Palatul, a cărui construcție a început în 2000 î.Hr., a atins cea mai mare dimensiune în 1500 î.Hr., având o suprafață de 20.000 m2 și numărând 1.300 de camere.
Complexul palatului Malkata din Teba a fost construit de faraonul Amenhotep al III-lea în secolul al XIV-lea î.Hr. Dimensiunea complexului este necunoscută, dar conținea un lac artificial în forma literei T care acoperea o suprafață între 2 și 3,6 km2, dimensiunea palatului principal fiind de aproximativ 30.000 m2.
Se estimează că Basileia (cartierul regal) din Alexandria acoperea o suprafață de aproximativ 200 de hectare (2.000.000 m2). Potrivit lui Strabon, ocupa un sfert sau chiar o treime din întregul oraș. Complexul cuprindea mai multe palate și reședințe regale, parcuri și grădini, faimoasa Bibliotecă din Alexandria, morminte regale (inclusiv monumentul lui Alexandru cel Mare), temple, un teatru, un gimnaziu, o grădină zoologică, o cetate, o închisoare, apartamentele regale și trezoreria regală.

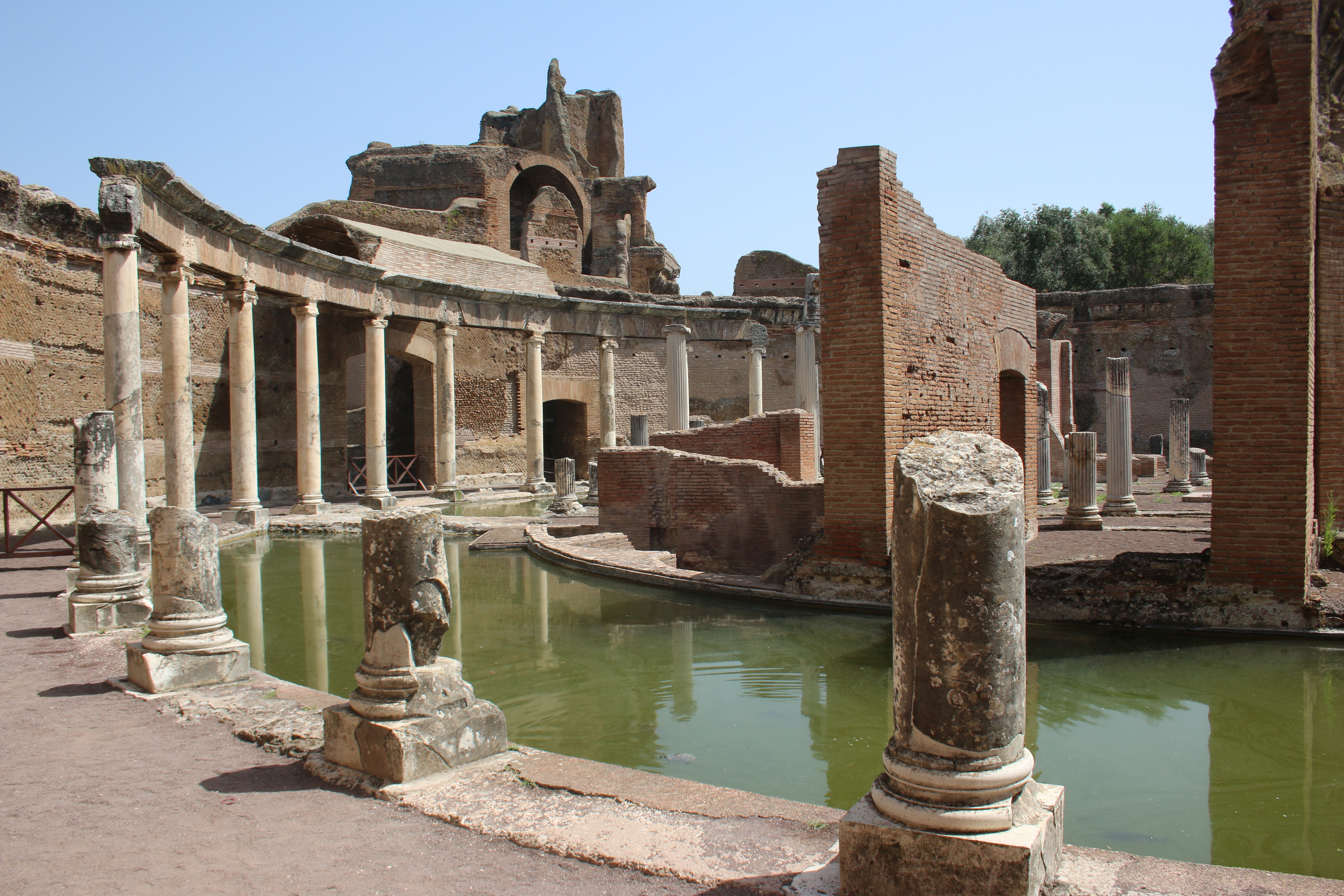
Vila lui Hadrian din Tivoli

Vila lui Hadrian din Tivoli, Italia a fost un complex de peste 30 de clădiri construite intre anii 118 si 130, acoperind o suprafață de cel putin 1.000.000 m2. Vila a fost cel mai mare exemplu roman de grădină alexandriană, recreând un peisaj sacru. Complexul includea palate, mai multe thermae, un teatru, temple, biblioteci, camere de stat și cartiere pentru curteni, pretorieni și sclavi.
Când „Casa de Aur” (Domus Aurea) a împăratului roman Nero a fost construită în Roma după marele incendiu din anul 64, clădirile acopereau o suprafață de 1.214.056 m2, iar vila principală a complexului avea peste 300 de camere

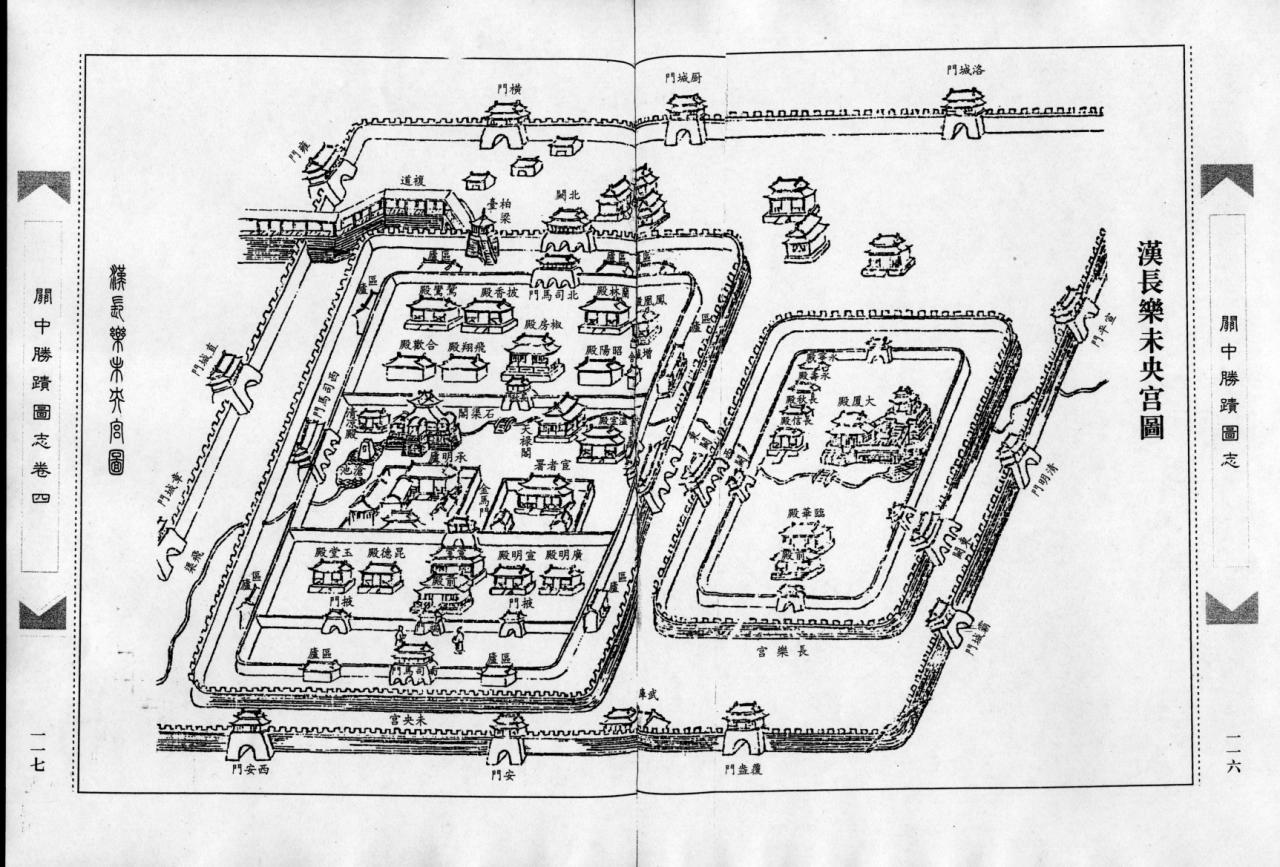
Reprezentare grafică a Palatului Weiyang

În anul 200 î.Hr., Palatul Weiyang a fost construit la cererea împăratului Gaozu din dinastia Han, sub supravegherea prim-ministrului său, Xiao He. Palatul a supraviețuit până în timpul dinastiei Tang, când a fost ars de invadatorii prădători în drum spre capitala Tang, Chang'an. A fost cel mai mare complex de palate construit vreodată, acoperind 4,8 km2, o valoare de 6,7 ori mai mare decât cea suprafeței Orașului Interzis sau de 11 ori mai mare decât suprafața Cetății Vaticanului.
Palatul Daming a fost complexul palatului imperial al dinastiei Tang din Chang'an, servind drept reședință imperială timp de peste 220 de ani. În 634, împăratul Taizong din dinastia Tang a lansat construcția Palatului Daming pentru tatăl său, împăratul Gaozu, ca act de evlavie filială. Cu toate acestea, împăratul Gaozu s-a îmbolnăvit și nu a fost martor la finalizarea palatului înainte de moartea sa în 635, iar construcția a fost oprită. Wu Zetian l-a însărcinat pe arhitectul curții Yan Liben să reproiecteze palatul în 660, iar construcția a reînceput în 662. În 663, construcția palatului a fost finalizată sub domnia împăratului Gaozong, acesta ordonând extinderea palatului odată cu construirea Sălii Hanyuan, care a fost finalizată în 663. În același an, familia imperială Tang s-a mutat din Palatul Taiji în Palatul Daming, deși acesta nu fusese încă finalizat, acesta devenind noul sediu al curții imperiale și centrul politic al imperiului. Suprafața complexului palatului era de 3,11 km2.

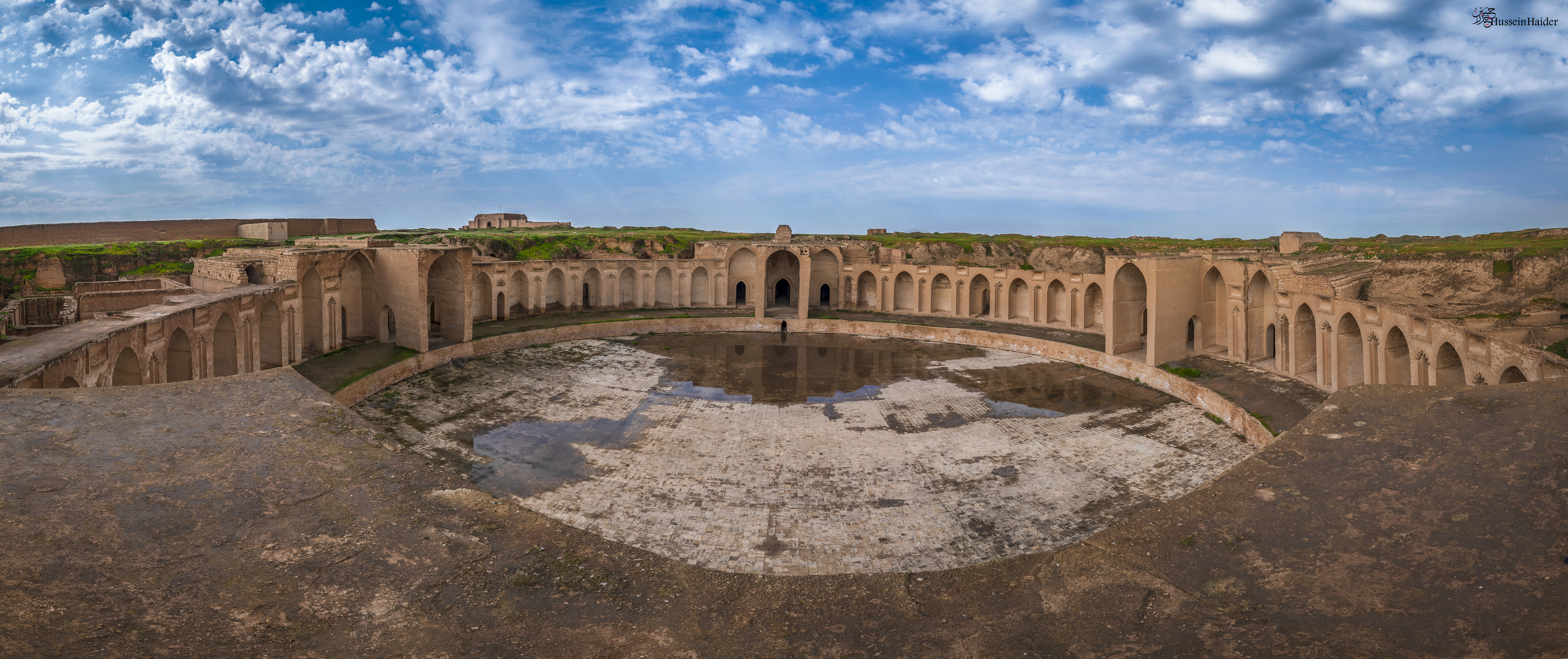
Ruinele palatului al-Jawsaq din Samarra

În lumea islamică, cele mai mari palate au fost cele construite în Samarra abbasidă. Al-Mu'tasim a construit în 836 Dar al-Khilafa, care se întindea pe 125 de hectare, ca principal complex palatal și reședință a califilor, funcționând până la abandonarea sa în 892. În cadrul complexului se află două palate principale, Dar al-'Amma și al-Jawsaq. Primul era palatul public în care califul primea în audiență lunea și joia, unde califul al-Musta'in primea jurămintele de credință, iar al-Muhtadi ținea ședințele curții Al-Maẓālim, în care se acordau despăgubiri oamenilor obișnuiți. Palatul său principal, Bab al-'Amma, era și locul unde se desfășurau pedepsele publice. Cât despre al-Jawsaq, aceasta era reședința privată a califilor și a familiilor lor, de la al-Mutasim până la al-Mutamid, mulți dintre aceștia fiind îngropați tot aici. A servit și drept închisoare pentru prizonieri distinși, precum al-Afshin sau frații lui al-Musta'in, iar până în 903, când al-Muktafi a decis să restabilească capitala la Samarra, al-Jawsaq devenise o ruină
Califul Al-Mutawakkil a căutat să-și întreacă predecesorii și a fost un constructor prolific, dublând dimensiunea orașului. După ce s-a întors de la Damasc în octombrie 858, a început să fondeze un nou oraș, al-Mutawakkiliyya. O parte din acesta era Palatul al-Ja'fari, care se întindea pe o suprafață de 211 hectare, cel mai mare palat construit vreodată în afara Chinei. Califul s-a mutat acolo în aprilie 860, dar în anul următor, acesta a servit drept loc al asasinării sale de către garda sa turcă. Fiul său, Al-Muntasir, a abandonat palatul și s-a mutat înapoi la Dar al-Khilafa.

## Lista celor mai mari palate din lume
| Imagine | Nume | Țară                  | Locație                    | Suprafață utilă (m2) | Observații | Note                      |
|         | |                       |                            |                      | |                           |
| ------- | --- | --------------------- | -------------------------- | -------------------- | --- | ------------------------- |
|         | Palatul Luvru (în franceză Palais du Louvre)                                                              | Franța                | Paris                      | 243.000              | Reședință regală, folosită intermitent de suveranii francezi între sec. XIV-XVIII, ulterior transformată în muzeu de artă. | [ 1 ] [ 22 ]              |
|         | Palatul Hofburg (în germană Hofburg)                                                                      | Austria               | Viena                      | 240.000              | Fost palat imperial, principala reședință imperială de iarnă, în prezent reședință oficială și loc de muncă al președintelui Austriei. Construit în sec. XIII și ulterior extins, palatul a găzduit unele dintre cele mai puternice persoane din istoria europeană și austriacă, inclusiv monarhi din dinastia de Habsburg, conducători ai Imperiului Austro-Ungar. Palatul are 2.600 de camere | [ 1 ] [ 23 ] [ 24 ]       |
|         | Palatul de Iarnă din Sankt Petersburg (în rusă Зимний дворец, transliterat: Zimni dvoreț)                 | Rusia                 | Sankt Petersburg           | 233.345              | Reședință oficială și palat imperial al Țarilor ruși între 1732 și 1917, a servit pentru scurt timp ca sediu al Guvernului provizoriu. În prezent, face parte din Muzeul Ermitaj | [ 1 ] [ 25 ] [ 26 ]       |
|         | Palatul Nurul Iman (în malaieză Istana Nurul Iman)                                                        | Brunei                | Bandar Seri Begawan        | 200.000              | Reședință oficială a Sultanului din Brunei, cel mai mare palat regal funcțional din lume (1.800 de camere) | [ 1 ] [ 3 ] [ 27 ] [ 28 ] |
|         | Palatul Apostolic (în italiană Palazzo Apostolico)                                                        | Vatican               | Vatican City               | 162.000              | Reședință oficială a Papei, găzduiește Muzeele Vaticanului și Biblioteca Vaticanului, inclusiv Capela Sixtină, camerele pictate de Rafael și apartamentele Borgia | [ 3 ]                     |
|         | Orașul Interzis (în chineză: 故宫, transliterat: Gùgōng)                                                  | China                 | Beijing                    | 150.000              | Cu o suprafață închisă de 728.000 m2, este cel mai mare complex de palate din lume, reședință oficială a Împăraților Chinei, în prezent transformat în muzeu | [ 1 ] [ 2 ]               |
|         | Castelul Malbork (în poloneză Zamek w Malborku)                                                           | Polonia               | Malbork                    | 143.591              | Cel mai mare castel din lume, fondat în 1274 de către Ordinul Cavalerilor Teutoni care l-au folosit drept sediu, extins de mai multe ori pentru a găzdui numărul tot mai mare de cavaleri până la retragerea lor la Königsberg în 1466 | [ 29 ] [ 30 ]             |
|         | Palatul Regal din Caserta (în italiană Reggia di Caserta)                                                 | Italia                | Caserta                    | 138.000              | Fostă reședință regală, construită de Casa de Bourbon ca reședință principală a monarhilor Regatului de Neapole, cel mai mare palat regal ca volum, cu peste 2 mil. m3 | [ 31 ]                    |
|         | Palatul Regal din Madrid (în spaniolă Palacio Real de Madrid)                                             | Spania                | Madrid                     | 135.000              | Cel mai mare palat funcțional din Europa, servește drept reședință oficială a familiei regale spaniole | [ 32 ]                    |
|         | Palatul Patriei (Qasr Al Watan) (în arabă قَصْر ٱلْوَطَن, transliterat: Qasr ٱlwatan)                          | Emiratele Arabe Unite | Abu Dhabi                  | 134.275              | Palatul prezidențial din Abu Dhabi, folosit ca principală facilitate guvernamentală, găzduiește birourile președintelui Emiratelor Arabe Unite, vicepreședintelui, Prințului Moștenitor și miniștrilor, aripa vestică are săli care sunt folosite pentru ședințele Cabinetului Emiratelor Arabe Unite și Consiliului Suprem Federal, iar aripa estică găzduiește „Casa Cunoașterii”, unde sunt depozitate o serie de artefacte și alte obiecte importante                                                                      | [ 33 ] [ 34 ]             |
|         | Palatul Quirinal (în italiană Palazzo del Quirinale)                                                      | Italia                | Roma                       | 110.500              | Fost palat papal și regal, actual palat prezidențial, construit inițial ca reședință oficială a lui Napoleon Bonaparte | [ 35 ]                    |
|         | Palatul Abdeen (în arabă قصر عابدين, transliterat: Qasr eabidin)                                          | Egipt                 | Cairo                      | 100.800              | Construcția palatului a început în 1863 și a fost deschis oficial în 1874, grădinile au fost adăugate în 1921, în timpul sultanului Fuad I, în prezent servește drept palat prezidențial | [ 36 ]                    |
|         | Palatul Falaknuma (în hindi फलकनुमा पैलेस, transliterat: Phalakanuma pailes)                                  | India                 | Hyderabad                  | 93.970               | Construit în anul 1889, a fost reședința conducătorilor statului princiar Hyderabad (Nizam) până în 1950, în prezent, funcționează ca hotel de lux | [ 37 ]                    |
|         | Palatul Național din Jalan Tuanku Abdul Halim (în malaieză Istana Negara, Jalan Tuanku Abdul Halim)       | Malaysia              | Kuala Lumpur               | 90.082               | Reședința oficială a monarhului din Malaysia, deschisă în 2011 și care a înlocuit vechiul Palat Național (Istana Negara, Jalan Istana), care era situat într-un alt complex din centrul Kuala Lumpur | [ 38 ]                    |
|         | Palatul Binnenhof [în neerlandeză Binnenhof (Den Haag)]                                                   | Țările de Jos         | Haga                       | 90.000               | Construit în principal în sec. XIII, castelul a funcționat inițial ca reședință a conților de Olanda și a devenit centrul politic al Provinciilor Unite în 1584 | [ 39 ]                    |
|         | Palatul Buckingham (în engleză Buckingham Palace)                                                         | Regatul Unit          | Londra                     | 77.000               | Reședință regală încă de când regele George al III-lea a cumpărat Buckingham House în 1761 pentru soția sa, regina Charlotte, a devenit reședința oficială londoneză a suveranului britanic de când regina Victoria s-a stabilit acolo în iulie 1837, conține 775 de camere și are o grădină de 16 ha | [ 40 ] [ 41 ]             |
|         | Palatul Çırağan (în turcă Çırağan Sarayı)                                                                 | Turcia                | Istanbul                   | 76.000               | Construit de sultanul Abdul-Aziz între 1863 și 1867, într-o perioadă în care sultanii otomani își construiau propriile palate în loc să le folosească pe ale strămoșilor, Palatul Çırağan este ultimul exemplu al acestei tradiții | [ 42 ]                    |
|         | Palatul Topkapî (în turcă Topkapı Sarayı)                                                                 | Turcia                | Istanbul                   | 70.000               | Reședința principală a dinastiei otomane timp de aproximativ 400 de ani, între cucerirea otomană a Constantinopolului și destrămarea Imperiului Otoman. Întregul complex al palatului, inclusiv terenul, ocupă 700.000 m² | [ 43 ]                    |
|         | Castelul din Praga (în cehă Pražský hrad)                                                                 | Cehia                 | Praga                      | 66.761               | Cel mai mare castel antic din lume, sediul puterii pentru regii Boemiei, împărații Sfântului Imperiu Roman, președinții Cehoslovaciei și în prezent președinții Republicii Cehe, datând din sec. IX și având o lungime de aproximativ 570 m și o lățime medie de aproximativ 130 m | [ 29 ] [ 44 ] [ 45 ]      |
|         | Palatul Imperial Shenyang (în chineză: 沈阳故宫, transliterat: Shěnyáng gùgōng)                           | China                 | Shenyang (Mukden)          | 63.272               | Fost palat imperial al primilor trei împărați din dinastia Qing, care au locuit acolo între 1625 și 1644. După prăbușirea stăpânirii imperiale din China, palatul a fost transformat în muzeu | [ 46 ]                    |
|         | Palatul Versailles (în franceză Château de Versailles)                                                    | Franța                | Versailles                 | 63.154               | Cel mai mare domeniu regal din lume (8.150.265 m²), construit de regele Ludovic al XIV-lea și folosit ca sediu oficial al regilor Franței. A fost locul ratificării Tratatului de la Paris, Proclamației Imperiului German și semnării Tratatului de la Versailles, în prezent este folosit de Congresul Parlamentului Francez | [ 47 ]                    |
|         | Palatul Regal din Stockholm (în suedeză Stockholms slott)                                                 | Suedia                | Stockholm                  | 61.210               | Reședință oficială a suveranilor suedezi, se pretinde a fi „cel mai mare palat din lume încă folosit în scopul său inițial” | [ 48 ]                    |
|         | Castelul Mannheim (în germană Schloss Mannheim)                                                           | Germania              | Mannheim                   | 60.000               | Reședința principală a principilor Palatinatului Elector din Casa de Wittelsbach, unul dintre cele mai mari palate din Europa și al doilea cel mai mare palat baroc, după Versailles | [ 49 ]                    |
|         | Castelul Wawel (în poloneză Zamek Królewski na Wawelu)                                                    | Polonia               | Cracovia                   | 56.973               | Cel mai important sit istoric și cultural din Polonia, reședință fortificată pe râul Vistula, construită la ordinul regelui Cazimir al III-lea cel Mare | [ 50 ]                    |
|         | Castelul Burghausen (în germană Burg zu Burghausen)                                                       | Germania              | Burghausen                 | 56.810               | Cel mai lung (1.051 m) și al treilea cel mai mare complex de castele din lume | [ 45 ] [ 51 ]             |
|         | Castelul Windsor (în engleză Windsor Castle)                                                              | Regatul Unit          | Windsor                    | 54.835               | Cel mai mare și mai vechi castel locuit din lume, construit în sec. XI, Capela Sfântul Gheorghe este biserica-mamă a Ordinului Jartierei, cel mai înalt ordin cavaleresc britanic, capela regală adăpostește mai multe morminte, inclusiv cel al regelui Henric al VIII-lea | [ 29 ]                    |
|         | Palatul Christiansborg (în daneză Christiansborg Slot)                                                    | Danemarca             | Copenhaga                  | 51.660               | Sediu al Parlamentului danez (Folketinget), al Cabinetului și al Curții Supreme de Justiție, mai multe părți ale palatului sunt folosite de monarhia Danemarcei, inclusiv Camerele Regale de Recepție, Capela Palatului și Grajdurile Regale | [ 52 ] [ 53 ] [ 54 ]      |
|         | Palatul Hampton Court (în engleză Hampton Court Palace)                                                   | Regatul Unit          | Richmond upon Thames       | 47.330               | Palat datând din 1515, cu 1.000 de camere și un teren care cuprinde 24 ha de grădini și 300 ha de parc regal | [ 55 ]                    |
|         | Castelul Fontainebleau (în franceză Château de Fontainebleau)                                             | Franța                | Fontainebleau              | 46.500               | Castel care datează din 1137, folosit continuu de monarhii francezi până în 1870, conține peste 1.500 de camere și găzduiește și muzeul Napoleon I | [ 56 ]                    |
|         | Castelul din Berlin (în germană Berliner Schloss)                                                         | Germania              | Berlin                     | 45.000               | Fostă reședință a dinastiei Hohenzollern, conducătorii Regatului Prusiei și, mai târziu, ai Imperiului German. Grav avariată în timpul celui de-al Doilea Război Mondial, clădirea a fost complet demolată în 1951 de către Germania comunistă și înlocuită cu Palatul Republicii, care a fost la rândul său demolat în 2008, iar fostul Castel din Berlin a fost reconstruit ca Forumul Humboldt, un mare muzeu, între 2013 și 2021                                                                                           | [ 57 ] [ 58 ]             |
|         | Palatul Dolmabahçe (în turcă Dolmabahçe Sarayı)                                                           | Turcia                | Istanbul                   | 45.000               | Situat în districtul Beșiktaș din Istanbul, pe coasta europeană a strâmtorii Istanbul, a servit drept principal centru administrativ al Imperiului Otoman între 1856 și 1887 și între 1909 și 1922 | [ 59 ]                    |
|         | Castelul Buda (în maghiară Budai Vár)                                                                     | Ungaria               | Budapesta                  | 44.674               | Construit inițial în 1265, cea mai mare parte a sitului a fost construită între 1749 și 1769. Complexul era denumit în trecut Palatul Regal (Királyi-palota), constituind reședința monarhilor maghiari și habsburgici. Castelul găzduiește în prezent Galeria Națională Maghiară și Muzeul de Istorie din Budapesta | [ 29 ]                    |
|         | Castelul Książ (în poloneză Zamek Książ)                                                                  | Polonia               | Wałbrzych                  | 42.840               | Cel mai mare castel din regiunea Silezia, al treilea ca mărime din Polonia, după Castelul Malbork și Castelul Wawel | [ 60 ]                    |
|         | Marele Serai (în arabă السراي الكبير, transliterat: Alsaray alkabir)                                      | Liban                 | Beirut                     | 39.700               | Reședință a Prim-ministrului Libanului, anterior a servit ca garnizoană a Armatei Otomane, sediu al guvernatorului francez al Siriei și Libanului și reședință a președintelui Libanului | [ 61 ] [ 62 ]             |
|         | Palatul Național din Mafra (în portugheză Palácio Nacional de Mafra)                                      | Portugalia            | Mafra, Districtul Lisabona | 38.000               | Clădire monumentală în stil baroc și neoclasic, a servit și ca mănăstire franciscană, construită în timpul domniei regelui Ioan al V-lea | [ 63 ] [ 64 ]             |
|         | Palatul Het Loo (în neerlandeză Paleis Het Loo)                                                           | Țările de Jos         | Apeldoorn                  | 36.042               | Construcție în stil baroc olandez, ridicată între 1684 și 1686, în perioada Republicii celor Șapte Provincii Unite ale Țărilor de Jos, pentru regele stadhouder William al III-lea și regina Maria a II-a, a fost locuit de membri ai Familiei Regale a Olandei până în 1975, din 1984 este muzeu | [ 65 ]                    |
|         | Mănăstirea El Escorial (în spaniolă Real Monasterio de San Lorenzo de El Escorial)                        | Spania                | San Lorenzo de El Escorial | 33.327               | Reședință a monarhiei spaniole, cea mai mare clădire renascentistă din lume, funcționează ca mănăstire augustină, bazilică, palat regal, panteon, bibliotecă, muzeu, universitate, școală și spital | [ 66 ] [ 67 ]             |
|         | Palatul Regal din Bruxelles (în franceză Palais royal de Bruxelles)                                       | Belgia                | Bruxelles                  | 33.027               | Construit în 1783, este palatul oficial al suveranilor Belgiei. Cu toate acestea, nu este folosit ca reședință regală, deoarece regele și familia sa locuiesc în Castelul Regal Laeken, la periferia Bruxelles-ului | [ 68 ]                    |
|         | Palatul Pitti (în italiană Palazzo Pitti)                                                                 | Italia                | Florence                   | 32.000               | Nucleul actualului palat renascentist datează din 1458, a fost cumpărat de familia Medici în 1549 și a devenit reședința principală a familiilor conducătoare ale Marelui Ducat al Toscanei. La sfârșitul sec. XVIII, palatul a fost folosit ca bază militară de către Napoleon Bonaparte și mai târziu a servit pentru o scurtă perioadă drept principal palat regal al Italiei unificate. Complexul include și Grădinile Boboli (320.000 m2)                                                                                 | [ 69 ]                    |
|         | Palatul Frederiksborg (în daneză Frederiksborg Slot)                                                      | Danemarca             | Hillerød                   | 31.290               | Construit ca reședință regală pentru regele Christian al IV-lea, în prezent muzeu de istorie națională, este cel mai mare palat renascentist din Scandinavia. Întregul complex al palatului, inclusiv terenul, ocupă 95 ha | [ 70 ] [ 71 ]             |
|         | Palatul Schönbrunn (în germană Schloss Schönbrunn)                                                        | Austria               | Viena                      | 31.056               | Palat baroc care datează din anii 1740, a servit drept palat de vară al monarhilor habsburgici. Domeniul Schönbrunn, un sit al Patrimoniului Mondial UNESCO, se întinde pe 160 ha | [ 72 ]                    |
|         | Conacul Mufu (în chineză: 木府, transliterat: Mù fǔ)                                                      | China                 | Lijiang, Yunnan            | 30.667               | Palatul Mufu sau Conacul Mufu este situat la poalele Muntelui Leului. 22 de generații ale familiei Mu, conducători ai minorității Naxi, au locuit în acest palat din perioada dinastiei Yuan până în perioada dinastiei Qing, timp de 470 de ani | [ 73 ] [ 74 ]             |
|         | Castelul Kronborg (în daneză Kronborg)                                                                    | Danemarca             | Helsingør                  | 28.724               | Imortalizat ca Elsinore în piesa Hamlet a lui William Shakespeare, Kronborg este unul dintre cele mai importante castele renascentiste din Europa de Nord, listat ca sit al Patrimoniului Mondial UNESCO | [ 75 ] [ 76 ]             |
|         | Amalienborg (în daneză Amalienborg)                                                                       | Danemarca             | Copenhaga                  | 26.500               | Reședința oficială din Copenhaga a monarhilor danezi, include patru fațade clasice identice, cu interioare rococo, în jurul unei curți octogonale, în centrul căreia se află o statuie ecvestră monumentală a fondatorului orașului Amalienborg, regele Frederic al V-lea | [ 77 ]                    |
|         | Palatul Yıldız (în turcă Yıldız Sarayı)                                                                   | Turcia                | Istanbul                   | 25.000               | Construit în 1880, a fost folosit de sultanul otoman Abdul-Hamid al II-lea. Zona palatului era inițial formată din păduri naturale și a devenit proprietate imperială în timpul domniei sultanului Ahmed I. Sultanii Abdul-Medjid și Abdul-Aziz au construit aici conace. Întregul complex, cu diverse pavilioane, chioșcuri, moschei și parc, are o suprafață de 500.000 m2 | [ 78 ]                    |
|         | Marele Palat al Kremlinului (în rusă Большой Кремлёвский дворец, transliterat: Bolșoi Kremliovski dvoreț) | Rusia                 | Moscova                    | 25.000               | Reședință oficială a țarilor ruși în Moscova, care nu era capitala Imperiului Rus, în prezent reședință oficială de lucru a președintelui Rusiei și muzeu. Situl include vechiul palat Terem, nouă biserici din sec. XIV, XVI și XVII, Sfântul Vestibul și peste 700 de camere | [ 79 ]                    |
|         | Münchner Residenz (în germană Münchner Residenz)                                                          | Germania              | München                    | 23.000               | Reședința, cu cele 130 de camere și zece curți interioare, este fostul palat regal al monarhilor Wittelsbach din Bavaria și cel mai mare palat orășenesc din Germania. Include Teatrul Cuvilliés, Sala Hercule (Herkulessaal), Biserica Bizantină a Tuturor Sfinților (Allerheiligen-Hofkirche), clădirea fostei Școli de Echitație a Curții (Marstall) și grajdurile regale | [ 80 ]                    |
|         | Palatul Regal din Amsterdam (în neerlandeză Paleis op de Dam)                                             | Țările de Jos         | Amsterdam                  | 22.031               | Construit în sec. XVII ca primărie, în perioada Epocii de Aur Neerlandeze, devenit palat regal al regelui Napoleon al III-lea și, mai târziu, al Casei Regale Olandeze | [ 81 ]                    |
|         | Castelul Jelgava (în letonă Jelgavas pils)                                                                | Letonia               | Jelgava                    | 21.000               | Construit pentru ducele Curlandei între 1738 și 1772 în Mitau, dar niciodată finalizat, după anexarea țării de către Imperiul Rus a devenit reședința guvernatorilor Curlandei. Decorațiile interioare au fost distruse în 1919, când palatul a fost jefuit și ars de Armata Voluntarilor Ruși de Vest, aflată în retragere, a fost refăcut și distrus din nou în al Doilea Război Mondial, fiind ulterior reconstruit între 1956 și 1964, în prezent găzduiește Universitatea de Științe și Tehnologii ale Vieții din Letonia | [ 82 ]                    |
|         | Castelul Charlottenburg (în germană Schloss Charlottenburg)                                               | Germania              | Berlin                     | 20.600               | Fostă reședință a dinastiei Hohenzollern în stilurile baroc și rococo, construită la sfârșitul sec. XVII și extinsă considerabil în sec. XVIII. Grav avariată în timpul celui de-al Doilea Război Mondial, a fost ulterior reconstruită | [ 83 ] [ 84 ]             |
|         | Palatul Prezidențial (în hindi राष्ट्रपति भवन, transliterat: Raashtrapati bhavan)                             | India                 | Delhi                      | 18.580               | Palatul prezidențial oficial al Republicii India, construit inițial pentru Guvernatorul general britanic al Indiei | [ 85 ]                    |
|         | Palatul Ras El Tin (în arabă قصر رأس التين, transliterat: Qasr ras altiyn)                                | Egipt                 | Alexandria                 | 17.000               | Construcția a început în 1834, proiectul original fiind finalizat în 1845. Lucrările complementare și construcția de aripi suplimentare au continuat până în 1847, când palatul a fost inaugurat oficial de Muhammad Ali al Egiptului | [ 86 ] [ 87 ]             |
|         | Palatul Sfântului Cristofor (în portugheză Paço de São Cristóvão)                                         | Brazilia              | Rio de Janeiro             | 13.617               | Fost palat imperial, a servit drept reședință a familiei regale portugheze și mai târziu a familiei imperiale braziliene | [ 88 ]                    |
|         | Castelul Regal din Varșovia (în poloneză Zamek Królewski w Warszawie)                                     | Polonia               | Varșovia                   | 10.056               | Fostă reședință regală oficială a mai multor monarhi polonezi din sec. XVI până la a treia împărțire a Poloniei în 1795. Castelul a fost ars și jefuit de germani în 1939, apoi complet distrus în 1944 și reconstruit între 1971-1984, deține o colecție semnificativă de artă poloneză și europeană | [ 89 ] [ 90 ]             |
|         | Palatul Soestdijk (în neerlandeză Paleis Soestdijk)                                                       | Țările de Jos         | Baarn                      | 9.000                | A fost reședința timp de peste șase decenii a reginei Juliana și a soțului ei, prințul Bernhard, până la decesul acestora în 2004 | [ 91 ]                    |
|         | Palatul Huis ten Bosch (în neerlandeză Paleis Huis ten Bosch)                                             | Țările de Jos         | Haga                       | 8.785                | Fostă reședință a reginei Beatrix din 1981 până la abdicarea sa din 2014, regele Willem-Alexander și familia sa s-au mutat aici în 2019. O replică a palatului a fost construită în Sasebo, Japonia, într-un parc tematic cu același nume | [ 92 ]                    |
|         | Raj Bhavan din Calcutta (în bengaleză রাজভবন, কলকাতা, transliterat Rājabhabana, kalakātā)                    | India                 | Calcutta                   | 7.804                | Construcție finalizată în 1803, era cunoscută sub numele de Casa Guvernului înainte de independența Indiei, în prezent este reședința oficială a guvernatorului din Bengalul de Vest | [ 93 ]                    |